# Massimilla (profetessa)
Massimilla, o Maximilla (in greco: Πρίσκα; Frigia, II secolo – 174), è stata una fondatrice e profetessa del movimento religioso oggi noto come Montanismo.
È vissuta e ha predicato nelle città frigie  durante il II secolo d.C.  Assieme ai profeti Montano e a sua sorella Prisca (spesso chiamata col diminutivo di Priscilla), propagò una forma di cristianesimo secondo la quale lo Spirito Santo penetrava nel corpo umano e parlava attraverso di esso.
Alcuni studiosi ritengono che Massimilla, e sua sorella Priscilla, fossero in realtà le co-fondatrici del montanismo, mentre gli studi tradizionali respingono questa ipotesi come non provata. In ogni caso, è generalmente accettato che Massimilla e Priscilla fornirono il contenuto profetico principale e alcuni degli oracoli del movimento.
Secondo la polemica anti-montanista scritta da un autore anonimo e riportata da Eusebio di Cesarea nella sua Storia ecclesiastica, Massimilla e Priscilla erano pedine di Montano che partecipavano alla sua pazzia. Girolamo di Stridone chiamò le due donne "pazze demoniache e isteriche, causa di molti scandali". Al contrario, secondo i loro discepoli, Massimilla e Priscilla erano profetesse simili alle prime profetesse cristiane. In generale, è difficile oggettivamente riportare la vita e gli insegnamenti di Massimilla e Priscilla, poiché ci sono noti principalmente attraverso scritti cristiani violentemente ostili al montanismo e condannandolo come eresia. I Padri della Chiesa riferirono di sue frasi come «non ascoltate me, ma Cristo», con le quali la profetessa faceva capire di ritenere che durante le estasi fosse l'incarnazione di Cristo stesso.

## Biografia
Non si sa nulla delle origini famigliari di Massimilla. Forse era una discendente di cittadini romani residenti nella Frigia centrale o nelle sue vicinanze. Secondo Eusebio di Cesarea,  Massimilla e Priscilla erano sposate prima di lasciare i loro mariti per raggiungere il movimento del montanismo.
Mentre Massimilla affermava di profetizzare a Pepuza, i vescovi della regione, come Zotico di Cumana e Giuliano di Apamea, furono talmente allarmati dalle sue estasi che, dopo la morte di Montano, tentarono senza successo di esorcizzare Massimilla, ma furono fermati da un certo Temisone. Questo personaggio veniva definito confessore ma, secondo Eusebio di Cesarea, si era comprato l'appellativo. Costui, ingiustamente accusato di essere il suo amante, fu usato come grimaldello nel tentativo di attaccare il precetto montanista della castità. Un altro martire, chiamato Alessandro, era stato per molti anni un compagno di Massimilla.
Quando infine Massimilla fu scomunicata esclamò: «Come un lupo (ovvero un falso profeta – Matteo 7,15) sono tenuto lontano dalle pecore, ma io non sono un lupo: sono parola, spirito, potenza».
Massimilla morì nel 179. Eusebio di Cesarea riporta voci secondo cui Massimilla si sarebbe impiccata mentre era in uno stato di frenesia. Eusebio paragonò la sua morte a quella di Giuda Iscariota. Giovanni di Efeso ne riesumò il cadavere per bruciarlo, come aveva fatto con quelli di Montano e Priscilla.
L'ultimo atto di Massimilla fu quello di profetizzare l'imminente Parusia, predicata anche dagli apostoli. Nonostante l'inesattezza di questa profezia, il movimento montanista continuò a godere di molta popolarità per molti secoli.